# Yoann Maestri
Yoann Maestri (Hyères, Var, 14 de enero de 1988) es un jugador francés de rugby que se desempeña como Segunda línea que juega para el club Stade toulousain del Top 14 francés.

## Carrera
Maestri forma parte de la plantilla de RC Toulon en la temporada 2006 pero no sería hasta la temporada siguiente cuando comienza su carrera profesional el 28 de octubre en un encuentro de la Pro D2 ante AS Béziers, donde es de la partida en el XV inicial y donde Toulon se hace con la victoria por un marcador de 41-7
Esa temporada juega un total de 19 partidos ligueros siendo una de las piezas clave del equipo ya que en 12 de ellos lo hace en el XV inicial y contribuye a que su equipo ascienda de categoría de forma directa al proclamarse campeón del Pro D2.
Al año siguiente juega un total de 21 partidos y consigue mantener la categoría con el Rc Toulon.
Tras dos años de profesional decide aceptar una oferta que le hace Stade toulousain y ficha por el club con más historia del rugby francés.
En la temporada 2009-2010 consigue su primer título como profesional al ganar nada menos que la [Copa Heineken 2009-2010|Heineken Cup 2010]] en un partido en el que ganan a Biarritz Olympique por un tanteador de 21-19 y donde Maestri salió en el minuto 59 sustituyendo a Millo-Chluski.
Maestri y sus compañeros vuelven a saborear las mieles del éxito en las temporadas 2010/2011 y 2011/2012 al proclamarse campeones del Top 14.
En la 2010/2011 al ganar a Montpellier HR por 15-10 y en la 2011/2012 al ganar a su anterior club RC Toulon por el marcador de 18-12

## Selección nacional
Hizo su debut el 16 de junio de 2009 con Francia al formar parte del XV inicial que se enfrentó a la Rumania en un partido correspondiente al torneo de las naciones que tuvo como resultado la victoria del Xv del gallo por 20-16.
En la temporada 2009/2010 Maestri fue convocado para participar en el Torneo de las Seis Naciones 2010 el cual ganó la selección francesa pero donde Maestri no llegó a debutar.
En 2015 es seleccionado para formar parte de la selección francesa que participa en la Copa Mundial de Rugby de 2015. jugando 4 partidos en ese mundial.

## Palmarés y distinciones notables
- Top 14: 2010-2011, 2011-12 (Stade toulousain)
- Copa de Campeones Europea de Rugby Copa Heineken 2009-2010